# Palo Blanco, Puebla
Palo Blanco är en ort i Mexiko.   Den ligger i kommunen Tlacuilotepec och delstaten Puebla, i den sydöstra delen av landet, 160 km nordost om huvudstaden Mexico City. Palo Blanco ligger 860 meter över havet och antalet invånare är 289.
Terrängen runt Palo Blanco är kuperad åt nordost, men åt sydväst är den bergig. Runt Palo Blanco är det ganska tätbefolkat, med 160 invånare per kvadratkilometer. Närmaste större samhälle är Xicotepec de Juárez, 9,3 km söder om Palo Blanco. Omgivningarna runt Palo Blanco är en mosaik av jordbruksmark och naturlig växtlighet.